# VESA Local Bus
VESA Local Bus (VL-Bus или VLB) — тип локальной шины, разработанный ассоциацией VESA для персональных компьютеров. Шина VLB, по существу, является расширением внутренней шины микропроцессора Intel 80486 для связи с видеоадаптером и реже с контроллером HDD. Реальная скорость передачи данных по VLB — 80 МБайт/с (теоретически достижимая — 132 Мбайт/с).

## История
Разработана в 1992 году Ассоциацией стандартов видеооборудования (VESA — Video Electronics Standards Association), поэтому часто её называют шиной VESA. Главной целью её разработки была дешёвая альтернатива шинам MicroChannel и EISA, пригодная для использования в массовых настольных компьютерах: с этой ролью шина VLB успешно справилась. Было выпущено большое количество плат контроллеров, использовавших эту шину, на основе выпущенных ранее микросхем, работавших до этого с шиной ISA. Даже при 16-битной архитектуре мог быть получен более чем 4-кратный выигрыш по тактовой частоте. С появлением шины PCI и процессоров Intel Pentium необходимость в её использовании отпала, и на материнские платы для Pentium слоты VLB почти не ставили. Существовали материнские платы для процессоров 80486, Pentium и NexGen, имевшие сразу три типа слотов: ISA, VLB и PCI.

## Как выглядит слот шины
Слот VLB был расширением шины ISA. Поэтому карты для шины ISA могли вставляться и работать в слоте VLB. Это делало разъем довольно длинным, из-за чего аббревиатура «VLB» в шутку расшифровывалась как «Very Long Bus» (очень длинная шина). Дополнительная часть VLB-разъёма была окрашена в светло-коричневый цвет, и для неё использовался тот же самый 116-контактный разъём, что и для MicroChannel.
Физический разъём (слот и форм-фактор) шины PCI практически совпадает с дополнительной частью разъёма VLB, но расположен у заднего края системной платы и имеет другие назначения выводов.

## Технические подробности
VLB была расширением шины ISA только для процессоров Intel 80486 и использовала его технические особенности. По сути, на контакты дополнительного слота выходили физические линии системной шины (процессор — память). Таким образом, процессор мог напрямую обращаться к буферам и памяти контроллеров, работающих на VLB. Для процессора это выглядело как дополнительные модули обычной памяти (общее адресное пространство). Поэтому он работал с устройством на тех же скоростях, что и с памятью (в то время как ISA использовала тактовую частоту 8 МГц и 16-битную шину), что обеспечивало высокое быстродействие.
Для процессоров Pentium и NexGen функциональность шины VLB реализовывалась с помощью дополнительных мостов в чипсете, что приводило к катастрофическому падению производительности.
В шинах видеоконтроллеров (AGP и PCI-Express) данный подход применяется до сих пор (северный мост — микросхема, связывающая процессор, память и графическую шину).
В новых процессорах Intel и AMD доступ к памяти и графической шине осуществляется напрямую через непосредственно встроенный в них контроллер.
Шина VLB практически перестала применяться вместе с процессором i486 и базовой шиной ISA, используя их электрические и временны́е параметры, и расширением которых была.
Шина PCI не была конструктивно совместима ни с одной из предшественниц, разработана как дальнейшее развитие шин MicroChannel и SBus, и принципиально отличается от VLB большим количеством возможностей по автоматической настройке аппаратуры и удобству её использования, например, наличием прямого доступа к памяти (direct memory access, DMA) — способностью шины в фоновом режиме (без участия процессора) переносить данные между буфером внешней платы и оперативной памятью. Кроме того, шина PCI не была так сильно привязана к определённому типу центрального процессора и могла обслуживать большее число разъёмов. Это предопределило вытеснение шины VLB шиной PCI.
Платы VLB, за редким исключением, не могли работать только в слоте ISA.